# ده سفيد (علي جمال)
ده سفید (بالفارسية: ده سفید) هي مستوطنة تقع في إيران في قسم علي جمال الريفي. يقدر عدد سكانها بـ 30 نسمة .